# Яунпилсская волость
Яунпилсская волость (латыш. Jaunpils pagasts) — одна из территориальных единиц Тукумского края Латвии. Находится на юге края. Граничит с Виесатской, Ирлавской, Джукстской и Лестенской волостями Тукумского края, Бикстской и Аннениекской волостями Добельского края и Ремтской волостью Салдусского края.
Крупнейшими населёнными пунктами волости являются: Яунпилс (краевой и волостной центр), Левесте, Юрги, Струтеле, Вецлауки, Сауле.
По территории волости протекают реки: Абава, Бикступе, Виесата и ручей Рушу.

## История
Яунпилсская волость сформировалась в XVII—XVIII веках на землях Яунпилсского поместья.
В 1935 году Яунпилсская волость Туккумского уезда имела площадь 127 км². В 1945 году в состав волости входили Яунпилсский и Юргский сельские советы.
После отмены в 1949 году волостного деления Яунпилсский сельсовет входил в состав Тукумского района. В 1965 году к Яунпилсскому сельсовету был добавлен Юргский сельсовет. В 1979 году — часть территории Дегольского сельского совета.
В 1990 году Яунпилсский сельсовет был реорганизован в волость. В 2009 году, по окончании латвийской административно-территориальной реформы, Яунпилсская волость вошла в состав созданного Яунпилсского края.

## Известные люди
- Кришьянис Баронс (латыш. Krišjānis Barons; 1835—1923) — латышский писатель, фольклорист и общественный деятель.